# Ghana en los Juegos Olímpicos de Seúl 1988
Ghana estuvo representada en los Juegos Olímpicos de Seúl 1988 por un total de 16 deportistas que compitieron en 3 deportes.  
El portador de la bandera en la ceremonia de apertura fue el atleta John Myles-Mills. El equipo olímpico ghanés no obtuvo ninguna medalla en estos Juegos.